# Анвин, Эдвард
Эдвард Анвин (англ. Edward Unwin; 20 апреля 1890 — 19 апреля 1950) — английский кавалер креста Виктории, высшей воинской награды за героизм, проявленный в боевой обстановке, что может быть вручена военнослужащим стран Содружества и прежних территорий Британской империи.

## Биография
Анвин пошёл в торговый флот в возрасте 16 лет и провёл в нём 15 лет, работая на клипере с пароходной компанией P & O. Он прошёл обучение на учебном судне «Конуэй» и вступил в Королевские ВМС Британской империи, а 16 октября 1895 года был отправлен на южноафриканскую войну.
В 1903 году Эдвард был повышен до звания лейтенант и вышел на пенсию в 1909 году, в чине коммодор. Незадолго до начала Первой мировой войны, 19 июля 1914 года, был вновь призван на службу.
Первоначально служил на борту линкора «Айрон Дьюк» в штабе адмирала Джона Джеллико, в феврале 1915 года принял командование торпедной канонеркой «Гусар». Принял на себя командование пароходом River Clyde во время высадки десанта 25 апреля 1915 года у крепости Седдюльбахир в ходе Дарданелльской операции.
В 1916 году Анвин получил под своё командование крейсер «Аметист», а в 1917 году стал офицером транспортного флота в Египте.
Умер 19 апреля 1950 года и был похоронен в городе Грейшотт, графство Суррей. Крест Виктории, полученный им за героические действия в Дарданелльской операции, был передан его семьёй во временное хранение в Лондонский Имперский военный музей, где награда находится и в наши дни.